# سرای موسیقی
سرای موسیقی (به انگلیسی: House of Music) چهارمین و آخرین آلبوم استودیویی از گروه موسیقی آراندبی معاصر آمریکایی تونی! تونی! تونی! است. این آلبوم در ۱۹ نوامبر ۱۹۹۶ توسط مرکوری رکوردز منتشر شد. این آلبوم به دنباله موفقیت پس از آلبوم پسران سول در سال ۱۹۹۳ و وقفه ای که طی آن هر یک از اعضا پروژه‌های موسیقی را به صورت فردی را دنبال می‌کردند، است. این آلبوم نظرات مثبتی را از طرف منتقدان موسیقی دریافت کرد و آلبوم را شاهکار آراندبی دهه ۱۹۹۰ دانستند
سرای موسیقی به رتبه ۳۲ در جدول بیلبورد ۲۰۰ رسید و ۳۱ هفته را در جدول گذراند. همچین توانست گواهی پلاتین را از انجمن صنعت ضبط موسیقی ایالات متحده آمریکا (آرآی‌ای‌ای) دریافت کند. گروه پس از انتشار آلبوم منحل شد و اعضا فعالیت خود را به صورت انفرادی ادامه دادند.

## فهرست قطعه‌ها
اعتبارات از یادداشت‌های اصلی آلبوم اقتباس شده‌است.
| شماره      | نام                   | مدت   |
| ---------- | --------------------- | ----- |
| ۱.         | «به تو فکر می‌کنم»     | ۳:۵۶  |
| ۲.         | «درجه یک»             | ۴:۳۷  |
| ۳.         | «بیا برویم پایین»     | ۴:۵۷  |
| ۴.         | «تابستان گذشته»       | ۵:۱۱  |
| ۵.         | «دوستت دارم»          | ۵:۵۲  |
| ۶.         | «هنوز هم یک مرد»      | ۷:۱۷  |
| ۷.         | «عاشق نشو»            | ۴:۴۴  |
| ۸.         | «هولی اسموکز و جی وز» | ۵:۰۱  |
| ۹.         | «آنی می»              | ۵:۵۵  |
| ۱۰.        | «خبرم کن»             | ۴:۱۵  |
| ۱۱.        | «توسین و تورنین»      | ۴:۴۸  |
| ۱۲.        | «بچه وحشی»            | ۵:۳۶  |
| ۱۳.        | «مهمانی گریه نکن»     | ۵:۰۶  |
| ۱۴.        | «دوستت دارم (میانی)»  | ۱:۵۳  |
| مجموع مدت: | مجموع مدت:            | ۶۹:۰۸ |